# Linia kolei dużych prędkości Y

Planowana linia „Y”

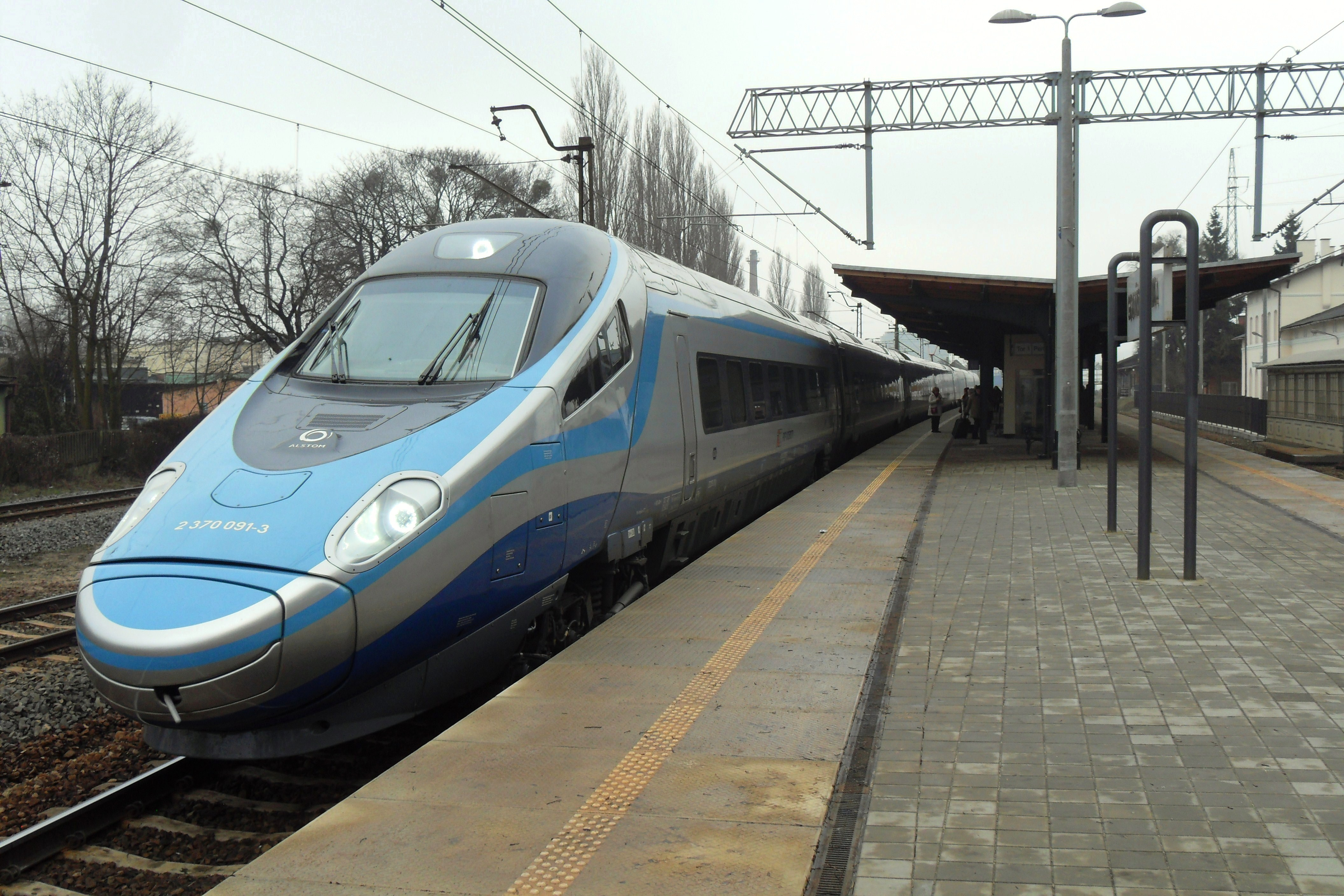
PKP ED250 przeznaczony do obsługi połączeń Express InterCity Premium

Linia kolei dużych prędkości Y – projekt linii kolei dużych prędkości, która według planów opracowanych przed 2014 r. miała łączyć Warszawę, Łódź, Kalisz/Ostrów Wielkopolski, Wrocław oraz Poznań. Linia „Y” miała poprzez zmodernizowany łącznik Łódź – Opoczno współpracować z Centralną Magistralą Kolejową, co umożliwiłoby połączenia do Katowic i Krakowa.
Według koncepcji z 2020 r. kolej dużych prędkości nie miała mieć układu „Y”, a miała być elementem koncepcji szprych łączących duże miasta z Centralnym Portem Komunikacyjnym.

## Studium wykonalności
Przeprowadzone studia wykazały celowość budowy linii kolei dużych prędkości zamiast modernizacji dotychczas istniejących.
Linia „Y” połączyć miałaby pięć aglomeracji położonych w środkowej części kraju (warszawską, łódzką, kalisko-ostrowską, wrocławską, poznańską). Istnieją dwa warianty przebiegu linii:
- wariant 1: z rozgałęzieniem i stacją w tunelu pod zabytkowym dworcem w Nowych Skalmierzycach
- wariant 2: z rozgałęzieniem w okolicach Zduńskiej Woli

Ponadto w studium wykonalności konieczne jest umieszczenie kolejnych dwóch wariantów, najkorzystniejszego dla przyrody i rekomendowanego przez wykonawcę inwestycji.
W opisie przedmiotu zamówienia zostały również określone pewne warunki brzegowe projektu. Jednym z nich jest lokalizacja stacji KDP dla regionu kalisko-ostrowskiego w okolicach miejscowości Skalmierzyce/Nowe Skalmierzyce na przecięciu z drogą krajową nr 25.

## Zakładane parametry techniczne i przebieg
Zakłada się następujące parametry planowanej linii:
- długość ok. 450 km;
- zgodność z unijnymi technicznymi specyfikacjami interoperacyjności TSI HS;
- prędkość maksymalna 350 km/h;
- zasilanie napięciem 25 kV AC.

W Łodzi linia ma być poprowadzona tunelem średnicowym, który połączy istniejące dworce Łódź Fabryczną i Łódź Kaliską. Po przebudowie w latach 2011–2016, dworzec Łódź Fabryczna został całkowicie umieszczony pod ziemią, a na uwolnionej powierzchni powstaje Nowe Centrum Łodzi, które zajmie powierzchnię ok. 90 ha. Została zmieniona całkowicie infrastruktura dookoła dworca, m.in. układ komunikacyjny w centrum Łodzi. Koszt budowy to prawie 3 miliardy zł, a Nowego Centrum Łodzi – ponad 8 miliardów zł.

## Studium 2020
W 2020 r. prowadzone były prace studyjne, w wyniku których wybrano wariant południowy przebiegu kolei przez województwo łódzkie. W wariancie tym kolej ma przebiegać przez Łódź tunelem wybudowanym specjalnie dla tej kolei i ma przebiegać na południe od pierwotnie proponowanych przebiegów. Rozdział linii następowałby nie w okolicach Kalisza, a w pobliżu Sieradza.

## Planowane czasy podróży
Planowane czasy podróży pomiędzy największymi miastami połączonymi linią „Y”. W nawiasach podano najkrótsze czasy przejazdu w roku 2017:
|          | Łódź          | Poznań        | Warszawa     |
| -------- | ------------- | ------------- | ------------ |
| Wrocław  | 1:05h (3:56h) | 2:05h (2:05h) | 1:40h (4 h)  |
| Warszawa | 0:35h (1:19h) | 1:35h (2:26h) | –            |
| Poznań   | 1:00h (3:27h) | –             | 1:35 (2:26h) |

## Harmonogram budowy
Harmonogram budowy z 2012 r.:
- II połowa 2013 – I połowa 2015 r. – Zakończenie realizacji prac studialnych i analitycznych
- II połowa 2013 – I połowa 2014 r. – Przetarg na dokumentację geodezyjną – mapy do celów projektowych
- I połowa 2014 r. – Podpisanie umowy na dokumentację geodezyjną
- I połowa 2014 – II połowa 2016 r. – Realizacja umowy na dokumentację geodezyjną
- II połowa 2016 – I połowa 2017 r. – Przetarg na dokumentację projektową wraz z decyzjami lokalizacyjnymi i pozwoleniem na budowę
- I połowa 2017 r. – Podpisanie umowy na dokumentację projektową
- I połowa 2017 – II połowa 2019 r. – Realizacja umowy na dokumentację projektową
- 2020 r. – Przetarg na realizację robót budowlanych
- II połowa 2020 r. – Podpisanie umowy na realizację robót
- lata 2021–2028 – Realizacja robót budowlanych
- I połowa 2029 – I połowa 2030 r. – Odbiory, testy, dopuszczenia linii Y

Harmonogram z 2020 r.:
- Zadania związane z pracami studialnymi mają być zakończone do 2023 roku.
- Budowa linii „Y” od Warszawy do Wrocławia i Poznania planowana do zbudowania do 2030 roku.

## Ważne daty
- 9 grudnia 2008 roku PKP Polskie Linie Kolejowe S.A. uruchomiła postępowanie o udzielenie zamówienia publicznego na opracowanie studium wykonalności linii prowadzonego w trybie dialogu konkurencyjnego.
- Do dnia 2 lutego 2009 roku do godz. 12.00, do zamawiającego wpłynęło 12 wniosków. Do kolejnego etapu zakwalifikowano czterech wykonawców. Są to międzynarodowe konsorcja, także z udziałem wykonawców polskich[12]. Wyłonienie ostatecznego wykonawcy studium wykonalności ma nastąpić w styczniu 2010 roku[13].
- 15 lutego 2010 nastąpiło otwarcie ofert na wykonanie studium wykonalności. Oferty złożyło 5 konsorcjów[5].
- 3 marca 2010 w siedzibie PKP Polskie Linie Kolejowe S.A. została podpisana umowa z firmą Sener na wykonanie studium „Opracowanie warunków technicznych dla projektowania, budowy i modernizacji infrastruktury kolejowej linii kolejowych do prędkości 350 km/h”[5].
- 7 grudnia 2011 minister Sławomir Nowak zapowiedział zamrożenie do roku 2030 wszelkich prac nad KDP po wykonaniu studium wykonalności[14] i realizację alternatywnego połączenia w ramach protezy koniecpolskiej.
- 19 stycznia 2012 podczas spotkania w Urzędzie Miejskim w Kaliszu prezes PKP Polskie Linie Kolejowe Zbigniew Szafrański poinformował, że prace nad projektem Ygreka nie zostały przerwane i nie został on skreślony z planów Komisji Europejskiej[15].
- 16 grudnia 2014 – Polska zgłosiła projekt KDP do planu inwestycyjnego Komisji Europejskiej[16].
- 21 grudnia 2014 PKP PLK podpisały z hiszpańskim konsorcjum Idom Inżyniera Architektura i Doradztwo i Idom Ingenieria y Consultoria kontrakt na opracowanie wstępnego studium wykonalności dla przedłużenia KDP Warszawa – Łódź – Poznań/Wrocław do Berlina i Pragi[17].
- czerwiec 2023 r. – Komisja Europejska przyznała spółce Centralny Port Komunikacyjny dofinansowanie w wysokości ok. 290 mln zł (prawie 64 mln euro) z instrumentu CEF “Łącząc Europę” na opracowanie projektu budowlanego dla strategicznej linii Kolei Dużych Prędkości między Warszawą i Łodzią[18].
- grudzień 2023 r. – spółka CPK podpisała umowę na budowę komór dla tarczy zmechanizowanej TBM do drążenia tunelu Kolei Dużych Prędkości w Łodzi (cześć linii „Y”): startowej (na Retkini) i odbiorczej (okolice Łódzkiego Domu Kultury). Kontrakt został zawarty z firmą Budimex, a jego wartość to prawie 147 mln zł. Podpisano też umowy na inżyniera kontraktu dla tych zadań[19][20].